# 전호근
전호근(1969년 5월 2일 ~)은 롯데 자이언츠의 전 야구 선수다.

## 출신 학교
- 부산고등학교
- 중앙대학교

## 같이 보기
- 1993년 롯데 자이언츠 시즌